# Ломтерезка

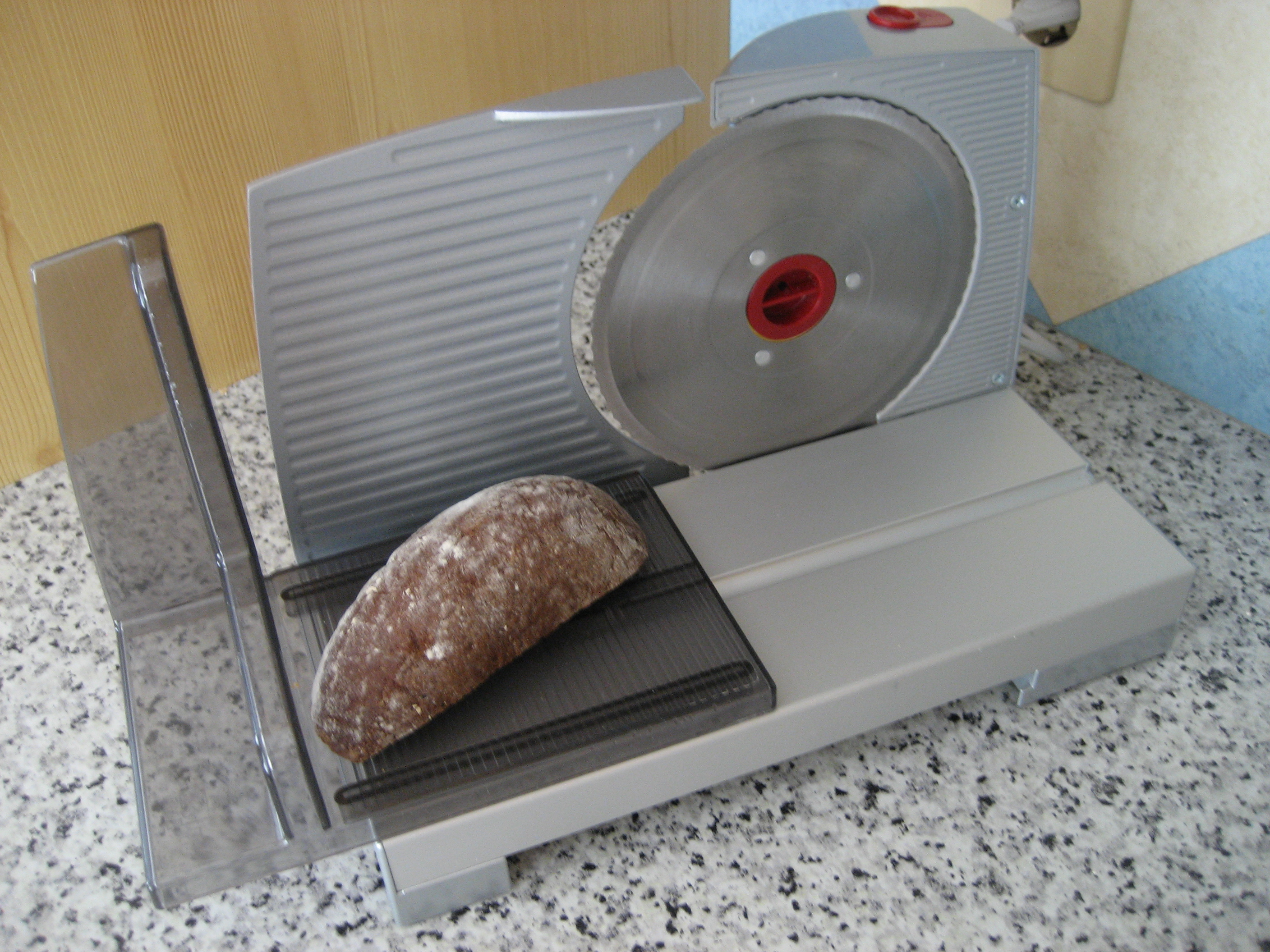
Хлеб на домашней настольной ломтерезке

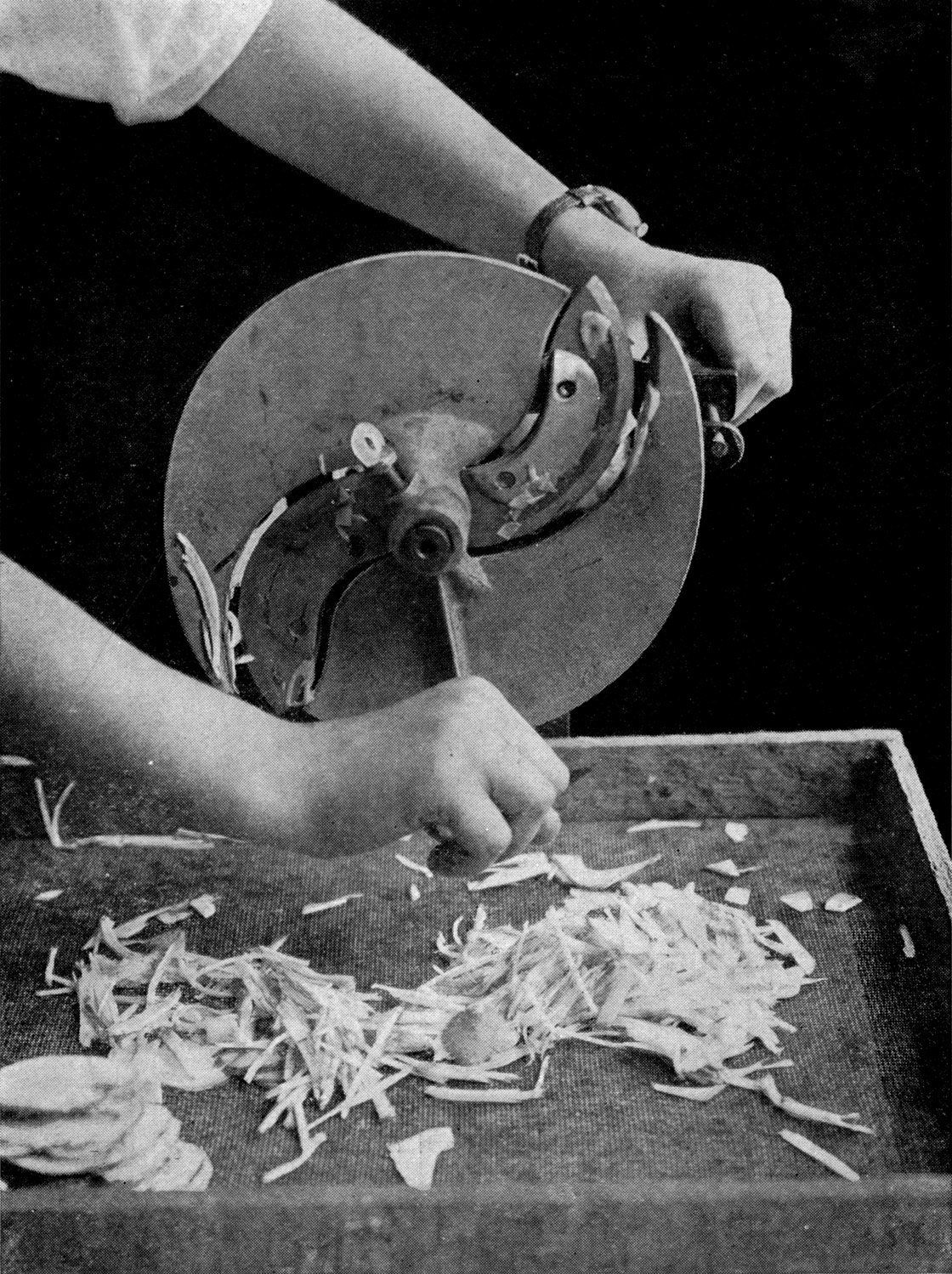
Картофель на ломтерезке

Ломтере́зка — специальное приспособление для нарезки ломтиками различных пищевых продуктов, обычно сыра, колбасы, хлеба. Некоторые виды ломтерезки предназначены для нарезки овощей: картофеля, моркови, капусты.
В домашнем хозяйстве применяется настольная механическая ломтерезка, которая фиксируется к столу струбциной как мясорубка. Дисковый нож из нержавеющей стали приводится в движение с помощью рукоятки. Толщина ломтиков до 2,5 см регулируется с помощью передвижного рычажка упора. Руку от ранения ножом предохраняют салазки с перемещающимся прижимом, в которые помещается нарезаемый продукт. Левой рукой салазки подаются на вращающийся нож, а правой рукой производится вращение рукоятки. Готовый ломтик выталкиваются следующим. Благодаря ломтерезке ломтики получаются аккуратно ровными при значительно меньшем количестве крошки. По окончании работы с ломтерезкой её рекомендуется тщательно очистить от налипших кусочков. Промышленные ломтерезки являются электрическими и устанавливаются, например, в супермаркетах.